# Sébastien Salles-Lamonge
Sébastien Antoine Luc Salles-Lamonge (Tarbes, 28 gennaio 1996) è un calciatore francese, centrocampista dell'Atlético San Luis.

## Carriera

### Club
Cresciuto nel settore giovanile del Rennes, debutta in prima squadra il 12 febbraio 2016, in occasione dell'incontro di Ligue 1 vinto per 1-0 contro l'Angers. Il 14 maggio firma il suo primo contratto professionistico con i Rouge et Noir. Il 16 agosto viene ceduto in prestito al Le Havre, in Ligue 2, per l'intera durata della stagione. Rientrato alla base, viene impiegato principalmente con la seconda squadra, per poi essere ceduto a titolo definitivo al Deportivo La Coruña nel 2018, che lo aggrega alla propria squadra riserve. Nel 2019 ritorna in patria tra le file del Bastia; qui si rende tra i protagonisti della scalata dalla quarta divisione alla seconda divisione francese.

### Nazionale
Ha rappresentato le nazionali giovanili francesi, totalizzando sei presenze e una rete.

## Statistiche

### Presenze e reti nei club
Statistiche aggiornate al 6 marzo 2023.
| Stagione        | Squadra          | Campionato      | Campionato | Campionato | Coppe nazionali | Coppe nazionali | Coppe nazionali | Coppe continentali | Coppe continentali | Coppe continentali | Altre coppe | Altre coppe | Altre coppe | Totale | Totale |
| Stagione        | Squadra          | Comp            | Pres       | Reti       | Comp            | Pres            | Reti            | Comp               | Pres               | Reti               | Comp        | Pres        | Reti        | Pres   | Reti   |
| --------------- | ---------------- | --------------- | ---------- | ---------- | --------------- | --------------- | --------------- | ------------------ | ------------------ | ------------------ | ----------- | ----------- | ----------- | ------ | ------ |
| 2013-2014       | Rennes 2         | CFA2            | 6          | 0          |                 | -               | -               |                    | -                  | -                  |             | -           | -           | 6      | 0      |
| 2014-2015       | Rennes 2         | CFA2            | 6          | 0          |                 | -               | -               |                    | -                  | -                  |             | -           | -           | 6      | 0      |
| 2015-2016       | Rennes 2         | CFA2            | 19         | 10         |                 | -               | -               |                    | -                  | -                  |             | -           | -           | 19     | 10     |
| 2015-2016       | Rennes           | L1              | 3          | 0          | CF+CdL          | 1+0             | 0               |                    | -                  | -                  |             | -           | -           | 4      | 0      |
| 2016-2017       | Le Havre         | L2              | 14         | 0          | CF+CdL          | 3+1             | 1+0             |                    | -                  | -                  |             | -           | -           | 18     | 1      |
| 2016-2017       | Le Havre 2       | CFA             | 14         | 7          |                 | -               | -               |                    | -                  | -                  |             | -           | -           | 14     | 7      |
| 2017-2018       | Rennes 2         | N2              | 27         | 5          |                 | -               | -               |                    | -                  | -                  |             | -           | -           | 27     | 5      |
| Totale Rennes 2 | Totale Rennes 2  | Totale Rennes 2 | 58         | 15         |                 | -               | -               |                    | -                  | -                  |             | -           | -           | 58     | 15     |
| 2018-2019       | Deportivo Fabril | SDB             | 15         | 0          |                 | -               | -               |                    | -                  | -                  |             | -           | -           | 15     | 0      |
| 2019-2020       | Bastia           | N2              | 19         | 3          | CF              | 0               | 0               |                    | -                  | -                  |             | -           | -           | 19     | 3      |
| 2020-2021       | Bastia           | N               | 32         | 5          | CF              | 0               | 0               |                    | -                  | -                  |             | -           | -           | 32     | 5      |
| 2021-2022       | Bastia           | L2              | 33         | 3          | CF              | 5               | 2               |                    | -                  | -                  |             | -           | -           | 38     | 5      |
| 2022-2023       | Bastia           | L2              | 26         | 2          | CF              | 4               | 1               |                    | -                  | -                  |             | -           | -           | 30     | 3      |
| Totale Bastia   | Totale Bastia    | Totale Bastia   | 110        | 13         |                 | 9               | 3               |                    | -                  | -                  |             | -           | -           | 119    | 16     |
| Totale carriera | Totale carriera  | Totale carriera | 214        | 35         |                 | 14              | 4               |                    | -                  | -                  |             | -           | -           | 228    | 39     |

## Palmarès

### Club

#### Competizioni nazionali
- Championnat National 2: 1

Bastia: 2019-2020 (gruppo A)
- Championnat National: 1

Bastia: 2020-2021